# Leichtathletik-Länderkampf der Männer 1953 Jugoslawien – BR Deutschland
| 12. Leichtathletik-Länderkampf mit bundesdeutscher Beteiligung 1953 | 12. Leichtathletik-Länderkampf mit bundesdeutscher Beteiligung 1953 |                       |
| ------------------------------------------------------------------- | ------------------------------------------------------------------- | --------------------- |
|                                                                     |                                                                     |                       |
| Ländervergleich der Männer: Jugoslawien – BR Deutschland            |                                                                     |                       |
| Austragungsort                                                      | Zagreb                                                              |                       |
| Wettbewerbe                                                         | 20                                                                  |                       |
| Datum                                                               | 5./6. September 1953                                                |                       |
| 1. FRG 2. YUG                                                       | 118 Punkte 094 Punkte                                               |                       |
| Chronik                                                             |                                                                     |                       |
| ← FRG-GBR (F)                                                       | FRG-AUT/FRG-YUG (F) →                                               | FRG-AUT/FRG-YUG (F) → |

Im zwölften Vergleich des Länderkampfjahres 1953 trafen die bundesdeutschen Leichtathleten auf Jugoslawien. Die Begegnung fand am 5./6. September in der jugoslawischen Stadt Zagreb statt. Es war das dritte Aufeinandertreffen der beiden Länder. Die beiden vorangegangenen Länderkämpfe, die schon viele Jahre zurück lagen, hatten Deutschlands Sportler für sich entschieden.

## Wettbewerbe und Modus
Ausgetragen wurden zwanzig Wettbewerbe, von den olympischen Disziplinen fehlten nur der Marathonlauf, die beiden Gehstrecken und der Zehnkampf. Gewertet wurde in den Einzelwettbewerben nach dem üblichen Standard. In der Staffel gab es sieben zu vier Punkte.

## Ergebnis
Im Laufbereich gingen außer dem 10.000-Meter-Lauf und dem Rennen über 110 Meter Hürden alle Wettbewerbe einschließlich der beiden Staffeln an die Bundesrepublik Deutschland. Im Bereich der technischen Disziplinen waren die Leichtathleten aus Jugoslawien erfolgreicher. Mit dem Stabhoch-, Weit- und Dreisprung sowie dem Kugelstoßen und Diskuswurf entschieden sie fünf der acht Wettbewerbe für sich. Für die Gesamtwertung ergab sich damit ein Sieg der bundesdeutschen Sportler mit 118 zu 94 Punkten.

## Resultate

### 100 m
| Platz | Athlet           | Land | Zeit (s) |
| ----- | ---------------- | ---- | -------- |
| 1     | Heinz Fütterer   | FRG  | 10,4     |
| 2     | Milovan Jovančič | YUG  | 10,5     |
| 3     | Petar Pecelj     | YUG  | 10,7     |
| 4     | Peter Kraus      | FRG  | 10,7     |

Datum: 5. September

### 200 m
| Platz | Athlet              | Land | Zeit (s) |
| ----- | ------------------- | ---- | -------- |
| 1     | Heinz Fütterer      | FRG  | 21,0     |
| 2     | Karl-Friedrich Haas | FRG  | 21,4     |
| 3     | Petar Pecelj        | YUG  | 21,7     |
| 4     | Milovan Jovančič    | YUG  | 21,9     |

Datum: 6. September

### 400 m
| Platz | Athlet              | Land | Zeit (s) |
| ----- | ------------------- | ---- | -------- |
| 1     | Karl-Friedrich Haas | FRG  | 47,2     |
| 2     | Hans Geister        | FRG  | 47,9     |
| 3     | Miloje Grujič       | YUG  | 49,5     |
| 4     | Vladimir Tomasič    | YUG  | 49,6     |

Datum: 5. September

### 800 m
| Platz | Athlet           | Land | Zeit (min) |
| ----- | ---------------- | ---- | ---------- |
| 1     | Friedel Stracke  | FRG  | 1:51,1     |
| 2     | Günter Dohrow    | FRG  | 1:51,8     |
| 3     | Dragutin Hočevar | YUG  | 1:52,4     |
| 4     | Veliša Mugoša    | YUG  | 1:52,8     |

Datum: 6. September

### 1500 m
| Platz | Athlet        | Land | Zeit (min) |
| ----- | ------------- | ---- | ---------- |
| 1     | Werner Lueg   | FRG  | 3:48,4     |
| 2     | Veliša Mugoša | YUG  | 3:49,0     |
| 3     | Rolf Lamers   | FRG  | 3:50,4     |
| 4     | Pedrag Krstič | YUG  | 3:55,8     |

Datum: 5. September

### 5000 m
| Platz | Athlet          | Land | Zeit (min) |
| ----- | --------------- | ---- | ---------- |
| 1     | Heinz Laufer    | FRG  | 14:28,4    |
| 2     | Franjo Mihalič  | YUG  | 14:28,6    |
| 3     | Zdravko Ceraj   | YUG  | 14:45,2    |
| 4     | Dieter Schlegel | FRG  | 15:13,6    |

Datum: 6. September

### 10.000 m
| Platz | Athlet              | Land | Zeit (min) |
| ----- | ------------------- | ---- | ---------- |
| 1     | Franjo Mihalič      | YUG  | 30:24,2    |
| 2     | Svelislav Jovanovič | YUG  | 30:59,6    |
| 3     | Hermann Eberlein    | FRG  | 31:05,4    |
| 4     | Günter Heßelmann    | FRG  | 31:36,8    |

Datum: 5. September

### 110 m Hürden
| Platz | Athlet            | Land | Zeit (s) |
| ----- | ----------------- | ---- | -------- |
| 1     | Stanko Lorger     | YUG  | 14,7     |
| 2     | Bert Steines      | FRG  | 14,8     |
| 3     | Wolfgang Troßbach | FRG  | 15,2     |
| 4     | Igor Zupančič     | YUG  | 15,5     |

Datum: 5. September

### 400 m Hürden
| Platz | Athlet            | Land | Zeit (s) |
| ----- | ----------------- | ---- | -------- |
| 1     | Heinz Ulzheimer   | FRG  | 54,0     |
| 2     | Kurt Bonah        | FRG  | 54,4     |
| 3     | Bozidar Radulovič | YUG  | 55,2     |
| 4     | Svetislav Cipčič  | YUG  | 55,7     |

Datum: 6. September

### 3000 m Hindernis
| Platz | Athlet             | Land | Zeit (min) |
| ----- | ------------------ | ---- | ---------- |
| 1     | Karl-Heinz Schmalz | FRG  | 9:08,8     |
| 2     | Helmut Thumm       | FRG  | 9:09,2     |
| 3     | Djordje Stefanovič | YUG  | 9:19,6     |
| 4     | Drago Štritof      | YUG  | 9:26,8     |

Datum: 6. September

### 4 × 100 m Staffel
| Platz | Besetzung      | Land                                                 | Zeit (s) |
| ----- | -------------- | ---------------------------------------------------- | -------- |
| 1     | BR Deutschland | Bert Steines Peter Kraus Heinz Fütterer Heinz Kosina | 41,2     |
| 2     | Jugoslawien    | Milovan Jovančič Madžarević Benjack Petar Pecelj     | 41,5     |

Datum: 5. September

### 4 × 400 m Staffel
| Platz | Besetzung      | Land                                                          | Zeit (min) |
| ----- | -------------- | ------------------------------------------------------------- | ---------- |
| 1     | BR Deutschland | Urban Cleve Hans Geister Heinz Ulzheimer Karl-Friedrich Haas  | 3:15,0     |
| 2     | Jugoslawien    | Bozidar Radulovič Miladinjuvič Vladimir Tomasič Miloje Grujič | 3:21,2     |

Datum: 6. September

### Hochsprung
| Platz | Athlet               | Land | Höhe (m) |
| ----- | -------------------- | ---- | -------- |
| 1     | Werner Bähr          | FRG  | 1,94     |
| 2     | Mihajlo Dimitrijevič | YUG  | 1,94     |
| 3     | Vlado Marjanovič     | YUG  | 1,91     |
| 4     | Wolfgang Massion     | FRG  | 1,80     |

Datum: 5. September

### Stabhochsprung
| Platz | Athlet           | Land | Höhe (m) |
| ----- | ---------------- | ---- | -------- |
| 1     | Milan Milakov    | YUG  | 4,20     |
| 2     | Hanfried Oertel  | FRG  | 3,90     |
| 3     | Julius Schneider | FRG  | 3,90     |
| 4     | Joscip Roca      | YUG  | 3,60     |

Datum: 6. September

### Weitsprung
| Platz | Athlet           | Land | Weite (m) |
| ----- | ---------------- | ---- | --------- |
| 1     | Rade Radovanovič | YUG  | 7,23      |
| 2     | Janez Pokorn     | YUG  | 7,16      |
| 3     | Heinz Oberbeck   | FRG  | 7,06      |
| 4     | Friedel Schirmer | FRG  | 6,72      |

Datum: 5. September

### Dreisprung
| Platz | Athlet             | Land | Weite (m) |
| ----- | ------------------ | ---- | --------- |
| 1     | Rade Radovanovič   | YUG  | 14,79     |
| 2     | Kurt Trozowski     | FRG  | 14,66     |
| 3     | Branko Milovanović | YUG  | 14,58     |
| 4     | Heinz Oberbeck     | FRG  | 13,50     |

Datum: 6. September

### Kugelstoßen
| Platz | Athlet              | Land | Weite (m) |
| ----- | ------------------- | ---- | --------- |
| 1     | Petar Šarčević      | YUG  | 15,69     |
| 2     | Werner Eckert       | FRG  | 14,97     |
| 3     | Mihajlo Jetisijevič | YUG  | 14,83     |
| 4     | Heinz Lutter        | FRG  | 14,52     |

Datum: 5. September

### Diskuswurf
| Platz | Athlet             | Land | Weite (m) |
| ----- | ------------------ | ---- | --------- |
| 1     | Vitomir Krivokavič | YUG  | 50,14     |
| 2     | Heinz Rosendahl    | FRG  | 47,14     |
| 3     | Janko Miler        | YUG  | 47,04     |
| 4     | Karl Oweger        | FRG  | 46,88     |

Datum: 5. September

### Hammerwurf
| Platz | Athlet       | Land | Weite (m) |
| ----- | ------------ | ---- | --------- |
| 1     | Karl Storch  | FRG  | 57,71     |
| 2     | Ivan Gubijan | YUG  | 57,23     |
| 3     | Karl Wolf    | FRG  | 56,04     |
| 4     | Rudolf Galin | YUG  | 52,49     |

Datum: 6. September

### Speerwurf
| Platz | Athlet          | Land | Weite (m) |
| ----- | --------------- | ---- | --------- |
| 1     | Heinrich Will   | FRG  | 66,87     |
| 2     | Gerhard Keller  | FRG  | 65,14     |
| 3     | Branko Dangubič | YUG  | 64,24     |
| 4     | Dusan Vujačič   | YUG  | 63,28     |

Datum: 6. September